# Acylophorus madecassus
Acylophorus madecassus  (лат.) — вид жуков-стафилинид из подсемейства Staphylininae. 

## Распространение
Остров Мадагаскар, Sambava, около реки Anovona, 14 15' 54" S 50 09' 02" E.

## Описание
Мелкие жуки с вытянутым телом, длина около 7,5 мм. Основная окраска чёрная и коричневая, ноги светлее, а последние членики усиков жёлтые. Голова субокруглая, в 1,01 раз шире своей длины, расширенная позади глаз, блестящая, с двумя парами интерокулярных щетинок. Пронотум блестящий, слега поперечный, в 1,14 раз шире своей длины. Надкрылья поперечные, в 1,36 раз шире своей длины. Вид был впервые описан в 2018 году. Acylophorus madegassus отличается о всех известных афротропических видов рода Acylophorus очень длинными висками (они в 1,56 раза длиннее глаз) и формой эдеагуса гениталий.